# Simulium oligotuberculatum
Simulium oligotuberculatum är en tvåvingeart som först beskrevs av Knoz 1965.  Simulium oligotuberculatum ingår i släktet Simulium och familjen knott. Inga underarter finns listade i Catalogue of Life.